# 弗勒里拉蒙塔涅
弗勒里拉蒙塔涅（法語：Fleury-la-Montagne，法語發音：[flœʁi la mɔ̃taɲ]）是法国索恩-卢瓦尔省的一个市镇，属于沙罗勒区。

## 地理
弗勒里拉蒙塔涅（46°12'15"N, 4°7'11"E）面积8.75 平方千米，位于法国勃艮第-弗朗什-孔泰大區索恩-卢瓦尔省，该省份为法国中部省份，北起顺时针与科多尔省、汝拉省、安省、罗讷省、卢瓦尔省、阿列省和涅夫勒省接壤。
与弗勒里拉蒙塔涅接壤的市镇（或旧市镇、城区）包括：马伊、圣尼济耶苏沙尔略、圣皮埃尔拉诺阿耶、伊格朗德、圣博内德克赖。

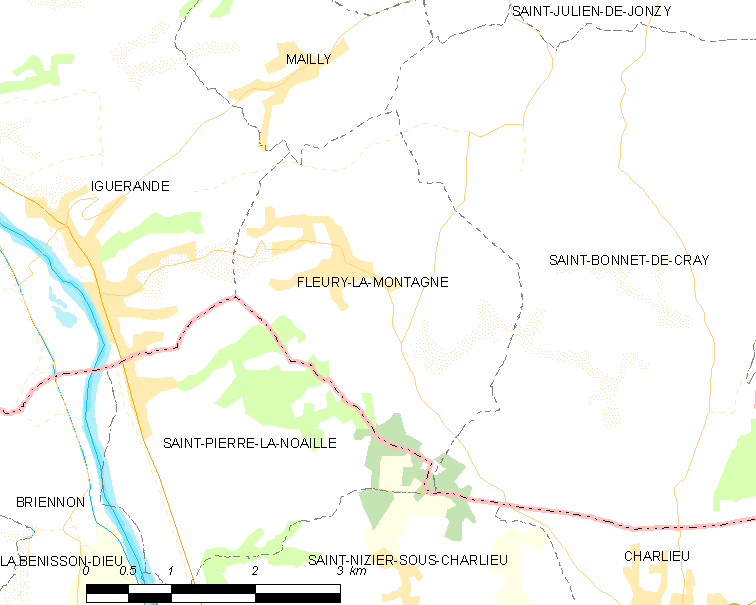
弗勒里拉蒙塔涅的OSM定位图

弗勒里拉蒙塔涅的时区为UTC+01:00、UTC+02:00（夏令时）。

## 行政
弗勒里拉蒙塔涅的邮政编码为71340，INSEE市镇编码为71200。

## 政治
弗勒里拉蒙塔涅所属的省级选区为绍法耶县。

## 人口

1962-2008年间弗勒里拉蒙塔涅人口变化图示

弗勒里拉蒙塔涅于2022年1月1日时的人口数量为722人。